# Стружкі
Стружкі (пол. Strużki) — село в Польщі, у гміні Осек Сташовського повіту Свентокшиського воєводства.
Населення — 92 особи (2011).
У 1975-1998 роках село належало до Тарнобжезького воєводства.

## Демографія
Демографічна структура на день 31 березня 2011 року:
|          | Загалом | Допрацездатний вік | Працездатний вік | Постпрацездатний вік |
| -------- | ------- | ------------------ | ---------------- | -------------------- |
| Чоловіки | 47      | 11                 | 33               | 3                    |
| Жінки    | 45      | 10                 | 28               | 7                    |
| Разом    | 92      | 21                 | 61               | 10                   |